# USS George Washington (SSBN-598)
Lo USS George Washington (SSBN-598), è stato un sottomarino nucleare lanciamissili balistici (SSBN) della United States Navy. Terza nave ad essere chiamata con il nome del primo presidente degli Stati Uniti George Washington, è famoso per stato il primo SSBN operativo al mondo.

## Storia
La sua chiglia fu completata alla Divisione Navi Elettriche della General Dynamics, a Groton (Connecticut). Il varo avvenne il 9 giugno 1959 e la madrina fu Ollie Anderson, moglie dell'ex segretario della marina Robert Anderson. 
Il battello entrò in servizio il 30 dicembre 1959 ed era composto da due equipaggi, l'equipaggio "Blue" sotto il comandante James B. Osborn e l'equipaggio "Gold" sotto il comandante John L. From, Jr.
Il George Washington si sarebbe dovuto inizialmente chiamare Scorpion ma durante la costruzione fu allungata la chiglia per inserire la sezione dei missili (lunga 40 m) e venne cambiato il nome. Un altro scafo in costruzione ricevette poi il nome Scorpion e divenne la sfortunata USS Scorpion).

### Operazioni iniziali
Il sottomarino partì da Groton per Cape Canaveral in Florida il 28 giugno 1960, dove caricò due UGM-27 Polaris. Partecipando all'Atlantic Missile Test Range con l'ammiraglio William Raborn, capo del programma di sviluppo per i Sottomarini Polaris, a bordo come osservatore, lanciò con successo il primo missile Polaris in immersione il 20 luglio 1960. Alle 12.39 l'ufficiale in comando del George Washington mandò al presidente Eisenhower il messaggio:
POLARIS - FROM OUT OF THE DEEP TO TARGET. PERFECT.
POLARIS - DALLA PROFONDITÀ AL BERSAGLIO. PERFETTO.
Meno di 2 ore dopo anche un secondo missile dal sottomarino colpì la zona bersaglio a 1100 nmi di distanza.
Il sommergibile imbarcò poi l'equipaggio Gold e il 30 luglio 1960 lanciò altri due missili in emersione. Il turno dell'equipaggio Gold finì a Groton il 30 agosto e la nave se ne andò dal porto il 28 ottobre per raggiungere la base navale di Charleston, per caricare il suo completamento di 16 missili Polaris. Lì gli fu assegnata la Navy Unit Commendation, dopo la quale prese il comando l'equipaggio Blue per partire nel suo primo pattugliamento deterrente.
Il sottomarino completò la sua prima azione di pattugliamento dopo 66 giorni di immersione il 21 gennaio 1961 e attraccò alla base di New London. Prese il comando l'equipaggio Gold per partire nel successivo pattugliamento il 14 febbraio. Dopo il pattugliamento entrò nella Holy Loch in Scozia il 25 aprile 1961. Quattro anni dopo la sua partenza da Groton, attraccò per fare rifornimento di carburante, dopo aver viaggiato per circa 100000 nmi.

### Incidente con laNisho-maru
Il sottomarino fu assegnato alla Flotta del Pacificodi stanza a Pearl Harbor. Il 9 aprile 1981 emerse sotto la Nissho Maru, nel Mar Cinese orientale, a circa 110 miglia a sud-sudovest di Sasebo, in Giappone. Il trasporto da 2350 tonnellate  (日昇丸) affondò in circa 15 minuti. Morirono due membri dell'equipaggio giapponese, trenta vennero soccorsi. Il sottomarino subì soltanto dei danni minimi alla chiglia.
L'incidente tese le relazioni tra Stati Uniti e Giappone un mese prima di un incontro tra il Primo ministro del Giappone Zenkō Suzuki e il Presidente degli Stati Uniti Ronald Reagan. Il Giappone criticò gli Stati Uniti per aver atteso oltre 24 ore per notificare la cosa alle autorità giapponesi e chiese le ragioni dell'emersione a soltanto 20 miglia dalle acque territoriali giapponesi. Né il sottomarino né un Lockheed P-3 Orion che lo scortava fecero un qualsiasi sforzo per soccorrere l'equipaggio giapponese.
La US Navy dichiarò inizialmente che il Washington eseguì un'immersione rapida durante la collisione, per poi riemergere subito dopo, ma non riuscì ad avvistare la nave giapponese a causa della pioggia e della nebbia. Un rapporto preliminare pubblicato pochi giorni dopo affermava che gli equipaggi avevano rilevato una nave in vicinanza, ma né il sottomarino ne l'aereo si resero conto che la nave era in avaria.
L'11 aprile il presidente Reagan e gli altri ufficiali americani espressero formalmente le scuse sull'incidente, fecero offerte di risarcimenti e assicurarono ai giapponesi che non c'era motivo di preoccuparsi di contaminazioni radioattive. Come sua politica standard, il governo americano rifiutò di rivelare cosa stesse facendo il sottomarino vicino al Giappone o se fosse stato armato con missili nucleari. (La risposta insegnata a tutti gli operatori di sottomarini americani moderni a queste domande è "Non posso né confermare né negare la presenza di armi nucleari su questo vascello"). La marina accettò la responsabilità dell'incidente e rilevò e rimproverò l'ufficiale in comando e l'ufficiale in plancia del George Washington.
Il 31 agosto la marina pubblicò il suo rapporto finale, concludendo che l'incidente risultò da una serie di coincidenze, aggiunte agli errori da parte di alcuni membri dell'equipaggio del sottomarino.

### Destino
Nel 1982 il sottomarino ritornò a Pearl Harbor dal suo ultimo pattugliamento missilistico.
Nel 1983 i suoi missili furono scaricati alla base navale Kitsap e il battello lasciò Pearl Harbor per l'ultima volta e transitò nel canale di Panama per tornare nell'oceano Atlantico e a New London.
Il Washington fu dismesso il 24 gennaio 1985, cancellata dal Naval Vessel Register il 30 aprile 1986 e fu messa in lista per lo smantellamento attraverso lo Ship-Submarine Recycling Program alla Puget Sound Naval Shipyard. Il riciclo della nave fu completato il 30 settembre 1998. La sua torretta fu rimossa prima dello smantellamento ed è ora nel Submarine Force Library and Museum a New London, in Connecticut.
In tutto il "Georgefish" ha compiuto 55 ricognizioni deterrenti sia nell'Atlantico che nel Pacifico in 25 anni di servizio.